# أحمد سعيد (لاعب كرة قدم)
أحمد سعيد أحمد عوض الله (مواليد 1 يناير 1989 في مدينة الأبيض، السودان) هو لاعب كرة قدم سوداني محترف يشغل مركز كمهاجم، ويلعب حاليًا في صفوف نادي الأهلي ود مدني في الدوري السوداني الممتاز. كما أنه أحد عناصر ومنتخب السودان لكرة القدم  منذ عام 2019.

## المسيرة الكروية
بدأ أحمد سعيد مسيرته الكروية في العاصمة الخرطوم، متنقلاً بين عدد من أبرز الأندية السودانية، حيث أظهر إمكانيات هجومية مميزة، جعلته من المهاجمين المعروفين في الدوري المحلي.

#### الأندية
- 2007–2009: وادي النيل (الخرطوم)
- 2010–2020: الأهلي (الخرطوم)
- 2017–2018: ود هاشم (سنار) – إعارة
- 2020–2022: الأهلي (مروي)
- 2022–حتى الآن:

#### المنتخب الوطني
انضم أحمد سعيد إلى منتخب السودان الأول عام 2019، وشارك في مباريات دولية رسمية، من بينها تصفيات أمم إفريقيا والبطولات العربية.
- منذ 2019: المنتخب السوداني
  - عدد المباريات الدولية: 2
  - عدد الأهداف الدولية: 0
- المشاركة مع المنتخب السوداني في البطولات الدولية منذ عام 2019.
- التمثيل في كأس العرب 2021 ضمن قائمة المنتخب السوداني.

ومن أبرز مشاركاته الدولية كانت ضمن قائمة المنتخب في كأس العرب 2021 التي أقيمت في قطر.